# Quintus Petronius Modestus
Quintus Petronius Modestus (vollständige Namensform Quintus Petronius Gai filius Pupinia Modestus) war ein im 1. Jahrhundert n. Chr. lebender Angehöriger des römischen Ritterstandes (Eques). Durch drei Inschriften, die in Tergeste gefunden wurden, sind einzelne Stationen seiner Laufbahn bekannt.
Modestus ließ in der Inschrift als erste Position seiner militärischen Laufbahn die des Primus Pilus in den Legionen I Adiutrix und XII Fulminata festhalten. Im Anschluss war er (in dieser Reihenfolge) Tribunus militum der Cohors V Vigilum sowie Tribun der Cohors XII Urbana und der Cohors V Praetoria. Danach wurde er Procurator in der Provinz Hispania citerior (provinciarum Hispaniae citerioris Asturiae et Callaeciarum); dieser Posten war mit einem Jahreseinkommen von 200.000 Sesterzen verbunden. Aus der Inschrift geht hervor, dass er Procurator unter Nerva (96–98) wurde und von Trajan (98–117) in diesem Amt belassen wurde.
Modestus war in der Tribus Pupinia eingeschrieben. Wahrscheinlich stammte er aus Tergeste, dem heutigen Triest. Das römische Theater von Triest wurde von ihm errichtet, wie aus den Inschriften hervorgeht (dedit idemque dedicavit), die in der Nähe gefunden wurden.
Die Inschriften werden bei der Epigraphik-Datenbank Clauss-Slaby auf 98/102 datiert.